# Jishnu Raghavan
Jishnu Raghavan Alingkil (n. 23 aprilie 1979, Kannur⁠(d), Kerala, India – d. 25 martie 2016, Kochi, Kerala, India), cunoscut sub numele de Jishnu , a fost un actor indian care a apărut predominant în filme malayalam. Era fiul actorului Raghavan. Este cel mai cunoscut pentru filmul său de debut Nammal (2002), pentru care a primit premiul Kerala Film Critics Association pentru cel mai bun actor și premiul Mathrubhumi Film pentru cel mai bun debut masculin. Ultimul său film a fost Traffic (2016).

## Viața timpurie și educația
Jishnu a fost fiul actorului și regizorului de film Raghavan și Shobha. Și-a făcut școala în Chennai și mai târziu la Bharatiya Vidya Bhavan în Thiruvananthapuram. A urmat diploma de B.Tech in inginerie mecanică la Institutul National de Tehnologie Calicut.

## Viața personală
El a fost căsătorit în 2007 cu iubita sa de multă vreme Dhanya Rajan, care era junior la facultate și este arhitect.

## Moartea
Jishnu a fost diagnosticat cu cancer la gât în 2014. Cancerul a intrat în remisie, apoi a recidivat în 2015 și a fost tratat pentru el. A murit de cancer pulmonar la vârsta de 36 de ani, pe 25 martie 2016, la Spitalul Amrita din Kochi.  A murit de cancer la vârsta de 36 de ani la spitalul Amrita din Kochi.

## Filmografie

### Filme
| An   | Titlu                                | Rol                | Limba            | Ref.   |
| ---- | ------------------------------------ | ------------------ | ---------------- | ------ |
| 1987 | Cilipatu                             | Un copil           | Primul malayalam | [ 20 ] |
| 2002 | Nammal                               | Shivan             | Malayalam        | [ 21 ] |
| 2003 | Subțire                              | Devan              | Malayalam        | [ 22 ] |
| 2003 | Valathottu Thirinjal Nalamathe Veedu | Ajith Shekhar      | Malayalam        | [ 23 ] |
| 2004 | Parayam                              | Raju               | Malayalam        | [ 24 ] |
| 2004 | Libertate                            | Cale               | Malayalam        | [ 25 ] |
| 2005 | Paulan                               | Lider student      | Malayalam        | [ 26 ] |
| 2005 | Nerariyan Cbi                        | Saikumar           | Malayalam        | [ 27 ] |
| 2006 | Chakkara Muthu                       | Jeevan George      | Malayalam        | [ 28 ] |
| 2008 | Njaan                                | Jishnu             | Malayalam        | [ 29 ] |
| 2010 | Yugapurushan                         | Ayyappan           | Malayalam        | [ 30 ] |
| 2012 | Nidra                                | Vishwan            | Malayalam        | [ 31 ] |
| 2012 | Comun                                | Jose Mash          | Malayalam        | [ 32 ] |
| 2012 | Hotel Ustad                          | Maharoof           | Malayalam        | [ 33 ] |
| 2012 | Orele bancare 10-4                   | Avinash Sekhar     | Malayalam        | [ 34 ] |
| 2013 | Jucători                             | Harikrishnan       | Malayalam        | [ 35 ] |
| 2013 | Annum Innum Ennum                    | Shridhar Krishna   | Malayalam        | [ 36 ] |
| 2013 | Rebecca Uthup Kizhakkemala           | Kuruvila Kattingal | Malayalam        | [ 37 ] |
| 2015 | Kallappadam                          | Arun               | Mai întâi tamil  | [ 38 ] |
| 2016 | Trafic                               | Hemaan             | Mai întâi hindi  | [ 39 ] |

### Scurtmetraje
| An   | Titlu        | Limba | Ref.   |
| ---- | ------------ | ----- | ------ |
| 2017 | Jocuri Karma | hindi | [ 40 ] |

## Premii
| An                                                | categorie                                         | Un film               | Rezultate             |
| Premiile Asianet Film                             | Premiile Asianet Film                             | Premiile Asianet Film | Premiile Asianet Film |
| ------------------------------------------------- | ------------------------------------------------- | --------------------- | --------------------- |
| 2002                                              | Cei mai populari actori                           | Nammal                | Câștigat              |
| 2002                                              | Icoana pentru tineret a anului                    | Nammal                | Câștigat              |
| 2003                                              | Cel mai bun actor                                 | Subțire               | Nominalizare          |
| 2006                                              | Onorarea Premiului Special al Juriului            | Nerariyan Cbi         | Câștigat              |
| 2006                                              | Cel mai bun actor de caracter                     | Nerariyan Cbi         | Câștigat              |
| 2007                                              | Premiul special al juriului pentru actorie        | Chakkara Muthu        | Nominalizare          |
| 2013                                              | Cel mai bun actor în rol secundar                 | Comun                 | Câștigat              |
| Premiile Asociației Criticilor de Film din Kerala |                                                   |                       |                       |
| 2002                                              | Cel mai bun actor                                 | Nammal                | Câștigat              |
| 2007                                              | Premiul special al juriului pentru actorie        | Chakkara Muthu        | Câștigat              |
| 2012                                              | Al doilea cel mai bun actor                       | Orele bancare 10-4    | Câștigat              |
| 2014                                              | Cel mai bun actor                                 | Annum Innum Ennum     | Câștigat              |
| Premiile Filmfare South                           |                                                   |                       |                       |
| 2003                                              | Cel mai bun actor - Malayalam                     | Nammal                | Câștigat              |
| 2006                                              | Cel mai bun actor în rol secundar                 | Nerariyan Cbi         | Câștigat              |
| 2013                                              | Cel mai bun actor în rol secundar                 | Nidra                 | Nominalizare          |
| Premiul SIIMA                                     |                                                   |                       |                       |
| 2012                                              | Cel mai bun actor în rol secundar - Malayalam     | Nidra                 | Câștigat              |
| 2015                                              | Cel mai bun debut masculin - Tamil                | Kallappadam           | Nominalizare          |
| Premiul Vanitha Film                              |                                                   |                       |                       |
| 2013                                              | Cel mai bun actor în rol secundar                 | Nidra                 | Câștigat              |
| 2014                                              | Spectacol special (bărbați)                       | Annum Innum Ennum     | Câștigat              |
| Premiul Mathrubhumi Film                          |                                                   |                       |                       |
| 2003                                              | Cel mai bun debut masculin                        | Nammal                | Câștigat              |
| Premiile Zee Cine                                 |                                                   |                       |                       |
| 2017                                              | Cel mai bun actor într-un rol secundar – masculin | Trafic                | Nominalizare          |

## Link-uri externe
- Jishnu Raghavan la Internet Movie Database